# Radu Theodoru
Radu Theodoru (n. 17 ianuarie 1924, Ineu, România) este un scriitor român de literatură cu subiecte istorice, militare, științifico-fantastice, de aventură și politice, fost aviator militar. S-a remarcat, de asemenea și ca politician. A fost vicepreședinte al Partidului România Mare și a susținut poziții antisemite și negaționiste, în ce privește Holocaustul.

## Date biografice

### Primii ani
Fiul agronomului Constantin Theodoru și al Paulei (n. Iliescu), profesoară de biologie, Radu Theodoru s-a născut într-o fortăreață, tatăl său fiind pe atunci directorul unui stabiliment de ocrotire socială. Urmează cursuri liceale în Timișoara, la Liceul „Constantin Diaconovici-Loga" pe care îl absolvă în 1943.

### Formarea
În anul 1942 obține la Petroșani brevetul de pilotaj fără motor și se încadrează în aviație. Urmează cursurile Școlii Superioare de Aviație Militară București de la Cotroceni, Secția Naviganți (1943-1945) și apoi, ale Școlii Speciale de Aviație (1945-1946).

## Cariera

### Cariera militară
După care  devine pilot de vânătoare în Flotila I Vânătoare, București (1946-1949), apoi comandant de escadrilă de vânătoare și instructor de zbor la Regimentul 3 Vânătoare „Târgșor" (1949-1950), comandant de companie și profesor de specialitate la Școala de ofițeri tehnici de aviație Sibiu (1950-1951), după care este trecut în rezervă (1952) cu gradul de maior. Ulterior, după retragere (pensionare), este avansat la gradul de general-maior.

### Cariera de scriitor

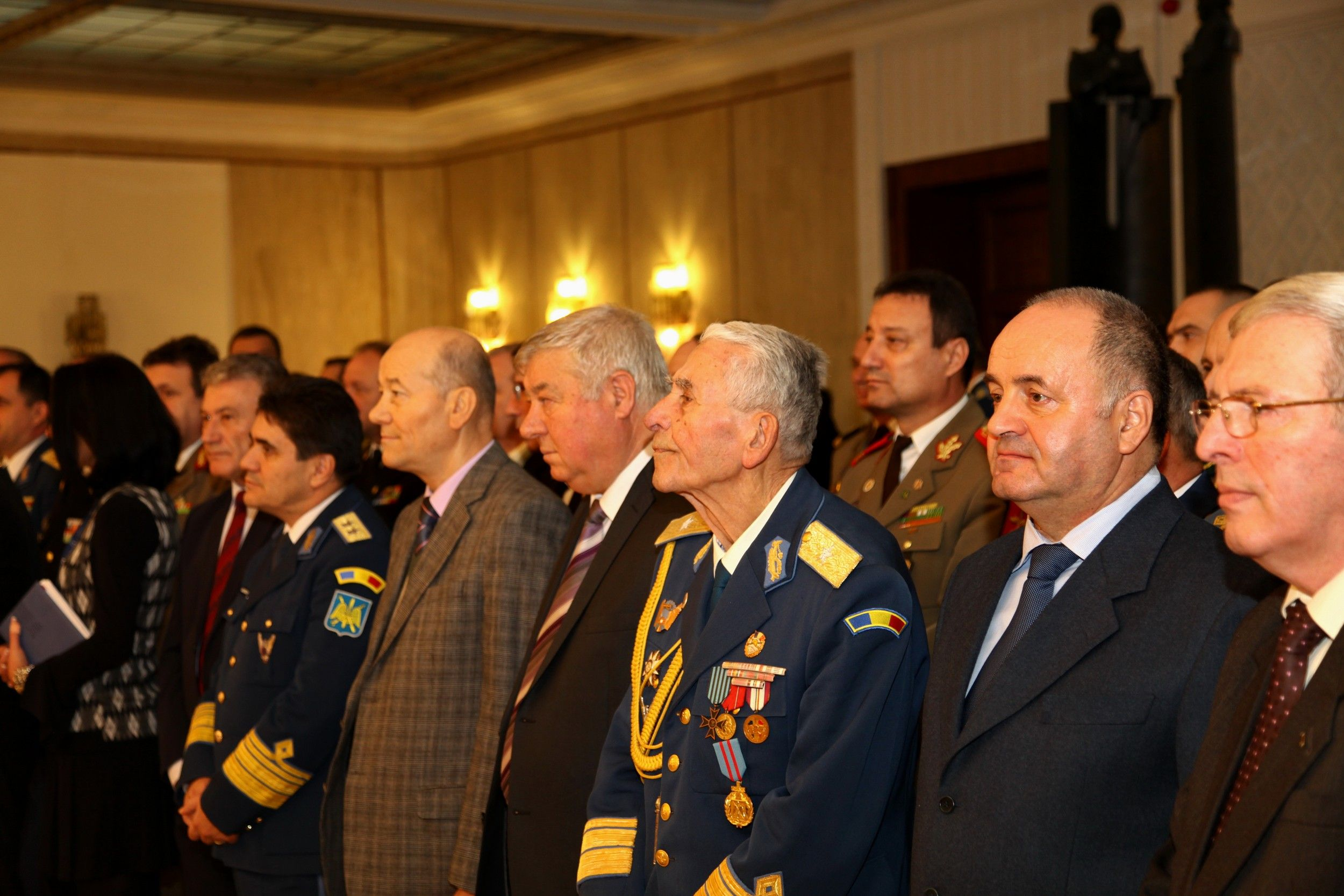
Radu Theodoru la ediția a XVIII a premiilor revistei Gândirea militară românească din 11 noiembrie 2016

A debutat la Sibiu, la cenaclul „Orizonturi noi", cu romanul istoric „Brazdă și paloș" (1954-1956). Ulterior, a fost numit redactor al revistei „Scrisul bănățean" din Timișoara, secretar al Uniunii Scriitorilor - Filiala Timișoara (1956-1965), redactor la revista „Astra" din Brașov, secretar al Uniunii Scriitorilor - Filiala Brașov și vicepreședinte al Comitetului Județean de Cultură și Artă - Brașov (1965-1970).
După acest periplu prin diverse funcții în domeniul literaturii, s-a stabilit în Capitală, întemeindu-și o gospodărie la Grădiștea. Aici a fost angajat să conducă cenaclul literar al revistei „Viața militară" și apoi a fost trimis să fie cronicarul primei curse a navei-școală „Mircea" (1976).
A fost distins cu numeroase premii, printre care Premiul Academiei RSR pe anul 1974.

### Cariera politică
Începând cu 1952, s-a dedicat literaturii realist-socialiste, conform curentului comunist în artă. 
Theodoru își axează scrierile pe teme istorice, cu elemente autobiografice, stil proză-document. A scris piese de teatru, romane, nuvele și reportaje. Proza istorică a lui Theodoru, reflectă o „sinteza a veacurilor” de istorie românească, de la Burebista și până în contemporaneitate, epoca de predilecție fiind cea a domniei lui Mihai Viteazul.

#### Antisemitism, negaționism și alte activități extremiste
După 1989, Radu Theodoru s-a raliat oficial extremei drepte, pro-Antonescu, antisemite și negaționiste. Spre exemplu, în cartea Nazismul sionist, publicată în anul 2000, Theodoru afirmă că Holocaustul a devenit „cea mai rentabilă afacere evreiască ce a existat vreodată, îmbogățindu-i pe autorii ziși martori oculari care au fabricat în serie cu exagerări aberante și viziuni patologice viața din lagărele naziste”.
Theodoru a fost unul dintre fondatorii Partidului România Mare, ocupând funcția de vicepreședinte, dar a fost exclus din partid în urma unui conflict cu președintele acestuia, Corneliu Vadim Tudor.
În data de 17 ianuarie 2022, cu ocazia împlinirii vârstei de 98 de ani, Ministerul Apărării Naționale a postat pe pagina sa oficială de Facebook un mesaj de felicitări pentru Theodoru, care a atras critici acerbe din partea Institutului Național pentru Studierea Holocaustului ce a postat un mesaj de protest pe data de 21 ianuarie, când se marcau 81 de ani de la Pogromul de la București, atrăgând atenția asupra faptului că legea interzice promovarea negaționiștilor și antisemiților. În aceeași zi, Ministerul Apărării Naționale a șters postarea și și-a manifestat oficial regretul pentru eroarea comisă, mulțumind Institutului pentru semnalarea acestui incident.
La 5 martie 2025, procurorii DIICOT au percheziționat domiciliul generalului Radu Theodoru și al altor persoane care sunt cercetate în același dosar penal pentru săvârșirea infracțiunilor de constituire a unui grup infracțional organizat și trădare. Diana Iovanovici-Șoșoacă i-a luat apărarea cu privire la acuzațiile de trădare.
Conspirația viza schimbarea numelui țării în Geția, ieșirea din NATO și Uniunea Europeană, abolirea Constituției și a partidelor politice, preluarea de teritorii care au făcut parte din România Mare (actualmente parte din Ucraina) și intrarea statului getic în orbita Rusiei. În acest scop ei au creat o structură paramilitară care urma să dea o lovitură de stat. Statul Major al acestei structuri era condus de Theodoru. Conspirația preamărea traiul din România Socialistă, drept model de urmat. Cultura și viața politică a statului Geția trebuia fondată pe pseudoistorie. Armata paralelă se numea Opus Nostrum, iar nucleul de politicieni Comandamentul Vlad Țepeș.
Theodoru este un mare admirator al lui Stalin, pe motiv că „a vrut să distrugă Sionismul”. De asemenea, este un admirator al lui Putin. Politico, HotNews, Euronews și Adevărul menționează de asemenea reputația lui de antisemit. Postul american de televiziune CNN îl menționează drept negaționist al Holocaustului, știrea fiind redactată de Reuters.

## Distincții
- Medalia Muncii (10 august 1964) „pentru merite deosebite în opera de construire a socialismului, cu prilejul celei de a XX-a aniversări a eliberării patriei”[22]

## Scrieri
- Interceptarea (Ed. Militară, 1963)
- Brazdă și paloș - 2 vol. (Ed. Tineretului, 1954-1956; ed. a II-a, Ed. Tineretului, 1967)
- Atac la sol (Ed. Militară, 1965)
- Steaua de mare (Ed. Tineretului, 1966)
- Muntele (Editura Pentru Literatură, 1967)
- Vulturul - 4 vol. - distins cu Premiul Academiei Române, [1967]
- Strămoșii - 2 vol. (Ed. Militară, 1967; ed. a II-a, Ed. Albatros, 1979)
- Dincolo de linii (Ed. Militară, 1968)
- Vitejii (1968)
- Aproape de zei (Ed. Militară, 1969)
- A sosit ora! (Ed. Militară, 1969)
- Escadrila a patra (Ed. Militară, 1970)
- S.O.S... Puhoaiele!... (Ed. Albatros, 1970)
- Călărețul roșu (Ed. Albatros, 1976; ed. a II-a, Ed. Lucman, 2003
- Nopți albastre (Ed. Militară, 1976)
- Asaltul (Ed. Eminescu, 1977)
- Cronica eroică: 1877 - 1878 (Ed. Albatros, 1977)
- Biografie de război - 4 vol. (Ed. Eminescu, 1980-1987)
- Misiunea căpitanului X
- Recunoaștere îndepărtată
- Vâltoarea
- Preludiu (Ed. Eminescu, 1983)
- Corsarul (Ed. Albatros, 1984)
- Popas în Madagascar (Editura Tineretului, Clubul temerarilor 23-24, 1967)
- Taina recifului (Ed. Tineretului, 1968)
- Regina de abanos (Ed. Albatros, 1970)
- Țara făgăduinței (Ed. Albatros, 1975)
- Călătorie neobișnuită (Ed. Militară, 1975)
- Noi - Mircea și Atlanticul (Ed. Militară, 1978)
- Cu HAI-HUI 2 spre Sud (Ed. Albatros, 1980)
- Din nou spre Sud (Ed. Albatros, 1982)
- Croaziera cu vele (Ed. Albatros, 1985)
- Croazieră contra cronometru (Ed. Albatros, 1985)
- În lupta cu valurile (Casa Editorială pentru turism și cultură Abeona, 1991)
- Decebal - Circumterra, o tentativă refuzată (Ed. Yacht Club Roman, 2002)
- România ca o pradă (Ed. Alma, Oradea, 1997; ed. a II-a, Ed. Miracol, 2000)
- România ca o pradă (Ed. Alma)
- Ardealul - pe toți ne cheamă Ursu (Ed. Miracol, 2000)
- Nazismul sionist (Ed. Alma Tip, 1997; ed. a II-a, Ed. Miracol, 2000)
- Învierea lui Iuda (Ed. Miracol, 2000)
- Mareșalul (Ed. Miracol, 2001)
- A fost sau nu holocaust? (Ed. Lucman, 2003)
- Imposibilul hermafrodit New-Age (Ed. Miracol, 2004)
- România, românii și comunismul(Ed. Lucman, 2009)